# Kodi
O Kodi Entertainment Center, ou simplesmente Kodi (antigo XBMC) é um software multimídia gratuito e de código aberto, criado e mantido pela XBMC Foundation, disponível para várias plataformas, permitindo assistir a filmes, programas, podcast, e outras fontes da internet.

## História
- O XBMC é o sucessor do Xbox Media Player. Em 2003, os desenvolvedores reescreveram o programa. A versão 1.0 do XBMC foi lançada em junho de 2004.
- Em novembro de 2008, o XBMC estava disponível em várias plataformas, como Linux, Windows ou Mac OS X4.
- Em 1º de agosto de 2014, o projeto mudou seu nome para Kodi.

## Descrição
É uma alternativa ao Windows Media Center, o programa permite aos usuários acessarem serviços como YouTube, Spotify, Pandora Radio e Grooveshark. O software foi originalmente concebido para a Xbox com o nome de Xbox Media Center. O software foi escrito na linguagem C++ e serve como base para outros softwares proprietários como o MediaPortal, Plex, ToFu, Voddler e Horizon TV, e também para o GeeXboX, uma distribuição Linux, LiveCD e LiveUSB, uma alternativa gratuita para o Windows XP Media Center Edition.

## Recursos

#### Meteorologia
A funcionalidade Meteorologia fornece previsões do tempo por vários dias. A funcionalidade não está ativado por padrão. A funcionalidade está ativado em Sistema > Meteorologia > Serviço de informação de meteorologia. Várias fontes de informação estão disponíveis. Fontes fornecem previsões para todas as regiões do mundo, como o Yahoo! Weather.

#### Imagens
A funcionalidade Imagens exibe as imagens. Imagens (fotos, etc.) estão em uma ou mais pastas no computador. O usuário adiciona uma fonte de imagens para novas imagens. Extensões (add-ons) exibem as imagens na Internet (OneDrive, Flickr, Google Images, etc.).

#### Rádio
A funcionalidade Rádio transmite canais de rádio ao vivo. Os canais de rádio passam por TDT (ou TDA), ADSL, cabo ou Internet. A fonte depende da extensão (add-on) escolhida.
A funcionalidade de rádio não está ativada por padrão. Está ativado com extensões de Televisão como o PVR Demo Client. Normalmente, as extensões de rádio estão disponíveis no Música Add-ons.

#### Televisão
A funcionalidade Televisão transmite canais de televisão ao vivo. Os canais de televisão passam por TDT (ou TDA), ADSL, cabo ou Internet. A fonte depende da extensão (add-on) escolhida.
A funcionalidade Televisão não está ativado por padrão. É ativado em duas etapas (com extensões):
1. A extensão é ativada em Sistema (Sistema > Add-ons > Os meus add-ons > Clientes PVR > clique na extensão e, em seguida, clique em Ativar, reinicie o Kodi). Kodi permite vários ramais de Televisão simultâneos
2. A funcionalidade Televisão está ativado em Sistema (Sistema > Televisão > Geral > clique em Ativado). A funcionalidade Televisão é exibido no menu principal.

As extensões de Televisão disponíveis são:
- PVR Demo Client (fonte: Internet streaming)
- PVR HDHomeRun Client (fonte: antena ou cabo TDT (ou TDA))
- PVR IPTV Simple Client (fonte: streaming na Internet)

Particularidades de certas extensões:
- PVR Demo Client: extensão para a demonstração da funcionalidade da Televisão. A transmissão de vídeo é a mesma em cada canal de televisão (a fonte vem da mesma página da web)
- PVR HDHomeRun Client: extensão para HDHomeRun Connect e HDHomeRun Expand. O HDHomeRun Connect transmite um sinal de antena de TDT (ou TDA) através de uma rede Ethernet doméstica e o HDHomeRun Expand transmite o sinal de um cabo coaxial através de uma rede doméstica. A extensão PVR HDHomeRun Client expande o sinal de HDHomeRun Connect e HDHomeRun no Kodi
- PVR IPTV Simple Client: extensão para reproduzir canais de televisão na Internet. A extensão lê os URLs dos canais de televisão armazenados em um arquivo M3U. O arquivo M3U é um arquivo de texto com o nome e o link URL dos canais de televisão. O arquivo de texto é salvo no formato M3U (Arquivo> Salvar como> Nome do arquivo.m3u). No arquivo M3U, o URL do canal de televisão é uma extensão .m3u8. Um exemplo de conteúdo do arquivo M3U é:

```
# EXTM3U
#EXTINF: -1, título do canal de TV 1
http://live.channel1.com/exampleforwikipedia/playlist.m3u8
#EXTINF: -1, título do canal de TV 2
http://channel2live.exampleforwikipedia.com/master.m3u8?b=500,300,700,900,1200
#EXTINF: -1, título do canal de TV 3
http://www.channel3.de/live/exampleforwikipedia/master.m3u8
```

Para ler o arquivo M3U, o usuário seleciona a localização do arquivo M3U (Sistema > Add-ons > Os meus add-ons > Clientes PVR > PVR IPTV Simple Client > Configurar > Caminho da lista de reprodução M3U).

#### Vídeos
A funcionalidade Vídeos reproduz vídeos como filmes, desenhos animados, documentários, vídeos caseiros e muito mais. Kodi reproduz os vídeos de várias maneiras:
- Os vídeos armazenados em uma ou mais pastas pela opção Ficheiros: o usuário adiciona uma fonte de vídeos, ou seja, a pasta com os vídeos. Em seguida, o usuário acessa os vídeos na pasta. O usuário adiciona todas as fontes desejadas,
- Listas de reprodução, grupos de vídeos, pela opção Listas de reprodução: o usuário cria listas de reprodução de vídeos já adicionados com a opção Arquivos. Inicialmente, o usuário cria uma lista de vídeos por tipo ou palavras-chave (palavras-chave no título ou resumo). O usuário cria todas as playlists desejadas,
- Com métodos específicos através da opção Vídeo - Add-ons: extensions são aplicações desenvolvidas por terceiros. As candidaturas leem vídeos de uma forma específica: vídeos na Internet, mesmo em streaming, vídeos da TDT (ou TDA), etc.

#### Música
A funcionalidade Música reproduz arquivos de áudio: faixas de música, etc. O Kodi lê arquivos de áudio de várias maneiras:
- Ficheiros de áudio armazenados em uma ou mais pastas pela opção Ficheiros: o usuário adiciona uma fonte de música, ou seja, a pasta com os arquivos de áudio. Em seguida, o usuário acessa os arquivos de áudio na pasta. O usuário adiciona todas as fontes desejadas,
- Listas de reprodução, grupos de arquivos de áudio, pela opção Listas de reprodução: o usuário cria listas de reprodução de arquivos de áudio já adicionados com a opção Arquivos. Inicialmente, o usuário cria uma lista de arquivos de áudio por tipo ou palavras-chave (palavras-chave no título ou resumo). O usuário cria todas as playlists desejadas,
- Com métodos específicos através da opção Música - Add-ons: extensões são aplicações desenvolvidas por terceiros. Os aplicativos leem arquivos de áudio de uma maneira específica: podcasts da Internet, mesmo em streaming, rádio na Internet, etc.

#### Programas
A funcionalidade Programas oferece várias opções. Essas opções são:
- Download de obras de arte e fanarts relacionadas a programas de TV, filmes etc.
- Guias de programas de TV
- Gerenciamento de backup de configurações personalizadas do Kodi
- Visualizando fotos e vídeos disponíveis no Facebook, Dropbox, etc.
- Acesso a uma caixa de e-mail como Gmail, Yahoo, AOL, iCloud e outros
- A configuração dos controles remotos a serem usados com o Kodi
- etc.

Por padrão, nenhum add-on Programas está instalado. O usuário instala ele mesmo.

#### Sistema
A funcionalidade Sistema fornece configurações e configurações gerais do Kodi para os vários recursos do Kodi. Alguns parâmetros são acessíveis apenas para determinados níveis de parâmetros. Esses níveis são Básico, Predefinido, Avançado e Experiente. O nível de configuração é alterado no canto inferior esquerdo de cada uma das janelas de configurações gerais. Parâmetros ocultos aparecem conforme os níveis mudam.

### Formatos Suportados
O Kodi é baseado no FFmpeg para suporte a codecs.
- Mídia física: CD, DVD, CD de vídeo (incluindo DVD-Video, VCD / SVCD e CD de áudio / CDDA)
- Formatos das extensões: AVI, MPEG, WMV, ASF, FLV, MKV, MOV, MP4, M4A, AAC, NUT, Ogg, OGM, RAM de RealMedia / RM / RV / RA / RMVB, 3gp, VIVO, PVA, NUV, NSV, NSA, FLI, FLC e DVR-MS (suporte beta)
- Formato da lista de reprodução: M3U
- Formato de vídeo: MPEG-1, MPEG-2, H.263, MPEG-4 SP e ASP, MPEG-4 AVC (H.264), HuffYUV, Indeo, MJPEG, RealVideo, QuickTime, Sorenson, WMV, Cinepak
- Formatos de áudio: AIFF, WAV / WAVE, MP2, MP3, AAC, AACplus, AC3, DTS, ALAC, AMR, FLAC, Áudio de Macaco (APE), RealAudio, SHN, WavPack, MPC / Musepack / MPEG +, Speex, Vorbis e WMA .
- Formatos de foto / imagem: BMP, JPEG, GIF, PNG, TIFF, MNG, ICO, PCX e Targa / TGA
- Formatos de legendas: AQTitle, ASS / SSA, CC, JACOsub, MicroDVD, MPsub, OGM, PJS, RT, SMI, SRT, SUB, VOBsub, VPlayer

### Idiomas disponíveis
O Kodi está disponível em vários idiomas:
- Afrikaans
- Albanês
- Alemão
- Amárico
- Inglês
- Inglês (Austrália)
- Inglês (Estados Unidos)
- Inglês (Nova Zelândia)
- Árabe
- Armênio
- Azerbaijanês
- Basco
- Bielorrusso
- Bósnio
- Búlgaro
- Birmanês
- Catalão
- Chinês (simplificado)
- Chinês (tradicional)
- Sinhala
- Coreano
- Croata
- Dinamarquês
- Espanhol
- Espanhol (Argentina)
- Espanhol (México)
- Esperanto
- Estoniano
- faroese
- Finlandês
- Francês
- Francês (Canadá)
- Galego
- Galês
- Grego
- Hebraico
- Hindi (Devanagari)
- Húngaro
- Indonésio
- Islandês
- Italiano
- Japonês
- Letão
- Lituano
- Macedônio
- Malaio
- malayalam
- Maltês
- maori
- Mongol (Mongólia)
- Norueguês
- Ossétia
- Usbeque
- Persa
- Persa (Irã)
- Polonês
- Português
- Português (Brasil)
- Romeno
- Russo
- Sérvio
- Sérvio (cirílico)
- Silésia
- Eslovaco
- Esloveno
- Sueco
- Tajique
- Tâmil
- Checo
- Telugu
- Tailandês
- Turco
- Ucraniano
- Vietnamita

Inglês é o idioma padrão. O idioma é alterado em SYSTEM > Appearance > International > Language.